# Vía verde del río Tajuña
La vía verde del río Tajuña es una vía verde que parte de la localidad madrileña de  Arganda del Rey y finaliza en Ambite, también en la Comunidad de Madrid (España), que sigue el antiguo trazado del ferrocarril del Tajuña. Existe una alternativa de terminar en Estremera, tomando el desvío en Carabaña. La vía verde del Tajuña discurre paralela al río del mismo nombre, por un agradable paisaje de vegas. Esta antigua vía de tren remolachero reconvertida en ruta ciclista nos acerca a pueblos de ricas tradiciones como Morata de Tajuña, Tielmes y Carabaña. Tiene una longitud de 49 kilómetros aproximadamente.

## Recorrido
El sendero comienza en Arganda del Rey, cerca del Hospital de Arganda, y del metro. Después de un tramo de ligera subida de cinco kilómetros aproximadamente se llega a la Cementera de Valderrivas, después de coronar el alto, se descienden 6 kilómetros hasta llegar a Morata de Tajuña. Los siguientes pueblos son Perales de Tajuña, Tielmes, Carabaña, y un desvío nos deja la opción de seguir hasta Orusco de Tajuña y terminar en la antigua estación ferroviaria de Ambite (reconvertida en bar y piscina municipal del pueblo) o bien tomar la Vía verde del Tren de los 40 días hasta Estremera. El trazado en su totalidad está asfaltado y convenientemente señalizado, aunque hay trayectos en los que la vía se comparte con vehículos a motor.